# Милисав Савић
Милисав Савић (Власово, 15. април 1945) српски је књижевник, књижевни историчар и преводилац.

## Биографија
Гимназију је завршио у Новом Пазару, а студије југословенске и светске књижевности на Филолошком факултету у Београду. На истом факултету магистрирао је с темом „Мемоарска проза о првом српском устанку“, а потом и докторирао с темом „Мемоарско-дневничка проза о српско-турским ратовима 1876-1878“. У браку је са нашом прослављеном глумицом Александром Николић, са којом има сина Страхињу, такође има и ћерку Мирјану Савић Удовичић из претходног брака.
Био је уредник „Студента“ (1968—70) и „Младости“ (1970—72), главни и одговорни уредник „Књижевни речи“ (1972—1977) и „Књижевних новина“ (1980—82). У издавачком предузећу „Просвета“ радио је од 1983. до 2004. године, најпре као главни и одговорни уредник а потом као директор. Био је председник Српске књижевне задруге 2000-2001. Обављао је дужност министра-саветника у Амбасади Србије и Црне Горе, односно Србије, у Риму од 2005. до 2008. године. Био је и предавач српскохрватског језика и југословенске књижевности на Лондонском универзитету (1987/88), Њујоршком државном универзитету у Олбанију (Албани, 1985/87), Универзитету у Фиренци (1990/92) и Универзитету у Лођу (1999/2000). Од 2010. године до 2014. године био је редовни професор Државног универзитета у Новом Пазару.
Члан је Српског књижевног друштва.
Романи су му преведени на грчки, енглески, словеначки, македонски, бугарски, румунски. Аутор је лексикона „Ко је ко – писци из Југославије“ (1994).
Објавио је више књига превода са енглеског и италијанског. Приредио је антологије савремене америчке приповетке „Психополис“ (1988), савремене аустралијске приповетке „Комуна те не жели“ (1990), „Савремена италијанска приповетка“ (1992), те „Модерну светску мини причу“ (са Снежаном Брајовић, 1993). Састављач је и антологије „Најлепше српске приче“ (избор, предговор, коментари, 1996).

## Награде
1. Награда листа „Младост”, за књигу прича Бугарска барка, 1970.
2. Награда листа „Младост”, за роман Љубави Андрије Курандића, 1973.
3. Андрићева награда, за књигу прича Ујак наше вароши, 1977.
4. Нинова награда, за роман Хлеб и страх, 1991; вратио је 1992.
5. Награда „Мирослављево јеванђеље”, за роман Ожиљци тишине, 1997.
6. Награда Просветиног Антиратног сајма књига, за роман Ожиљци тишине, 1999.
7. Награда Библиос (2009)
8. Награда „Душан Васиљев”, за књигу Римски дневник, приче и један роман, 2009.
9. Награда „Лаза Костић”, за роман Принц и сербски списатељ, 2009.
10. Награда „Рамонда сербика”, 2010.
11. Награда „Стефан Првовенчани”, 2011.
12. Награда „Вељкова голубица”, 2012.
13. Награда „Милован Видаковић”, 2014.
14. Награда „Љубомир П. Ненадовић”, за двојезичну књигу Долина српских краљева, за 2014.
15. Награда „Григорије Божовић”, за двојезичну књигу Долина српских краљева, за 2014.
16. Награда „Видовдански витез”, 2015.[2]
17. Награда Вукове задужбине, за роман La Sans Pareille, 2015.[3]
18. Награда „Меша Селимовић”, за роман La Sans Pareille, за 2015.
19. Награда „Борисав Станковић”, за роман La Sans Pareille, 2016.
20. Кочићева награда, за роман La Sans Pareille, 2016.
21. Награда „Стефан Митров Љубиша”, за роман La Sans Pareille, 2016.[4]
22. Награда „Дејан Медаковић”, за књигу Епска Србија, 2017.
23. Награда „Троношки родослов”, 2018.
24. Багдалин прстен „Деспот Стефан Лазаревић”, 2019.[5]
25. Награда „Златни крст кнеза Лазара”, 2020.
26. Награда Подрум Радовановић, 2023

## Дела

### Књиге приповедака
- „Бугарска барака“ (1969); Јубиларно издање са коментарима и прилозима за историју и поетику црне прозе (2019)[6]
- „Младићи из Рашке“ (1977)
- „Ујак наше вароши“ (1977)
- Midnight train from Raška, translated by Randall A. Major (2001)
- Младићи из Рашке, Young men from Raska, translated by Randall A. Major  (2021)

### Романи
- „Љубави Андрије Курандића“ (1972)
- „Топола на тераси“ (1985)
- „Ћуп комитског војводе“ (1990)
- „Хлеб и страх“ (1991)
- „Ожиљци тишине“ (1996)
- „Принц и сербски списатељ“ (2008)
- „Чварчић“ (2010)
- „La sans pareille“ (2015)
- „La sans pareille“, english editon, translated by Persida Bošković (2017)
- „Доктора Валентина Трубара и сестре му Валентине повест чудноватих догађаја у Србији“ (2018)
- Пепео, пена, шапат (2020)
- Праскозорје, Господе (2025)

### Друга дела
- Књижевно-историјска студија „Устаничка проза“ (1985)
- „Сећање и рат“ (2009)
- „Долина српских краљева“, двојезично издање (2014)
- "Епска Србија" (2017)
- Бандит и професор, интервјуи Милисава Савића, избор и предговор др Ана Стишовић Миловановић (2020)
- Terra Rascia (2022)

### Мултижанровске књиге
- „Фуснота“ (1994)
- „30 плус 18“ (2005)
- „Римски дневник, приче и један роман“ (2008)
- „Љубавна писма и друге лекције“ (2013)
- „Мали глосар креативног писања“ (2015)
- „Од Чампар бара до касине Валадије“ (2018)
- Rimski dnevnik (2023)
- Волети класике (2024)